# Ajeet Rai
Ajeet Rai (* 18. Januar 1999 in New Plymouth) ist ein neuseeländischer Tennisspieler.

## Karriere
Ajeet Rai spielte auf der ITF Junior Tour und nahm dabei einmal 2017 an den Australian Open im Einzel und Doppel teil, wobei er im Doppel ein Match gewinnen konnte. Kurz darauf stand er mit dem 79. Rang auf seinem höchsten Juniorrang in der Rangliste.
Bei den Profis spielte er bislang erst wenige Turniere. 2018 bekam er bei seinem Heimturnier in Auckland eine Wildcard für die Qualifikation, wo er Taro Daniel deutlich unterlag. In der Folge spielte er ausschließlich Turniere der drittklassigen ITF Future Tour, wo er im Oktober 2018 seinen bislang einzigen Titel gewann. Einen Monat später erreichte er mit Rang 694 seine bislang beste Platzierung in der Tennisweltrangliste, im Doppel war Rang 1128 seine beste Notierung. Durch die Weltranglistenreform war Rai 2019 nicht mehr im Ranking geführt. An der Seit von George Stoupe kam er im Januar erneut beim Heimturnier in Auckland durch eine Wildcard zu einem Einsatz. Im Doppel verlor die Paarung zum Auftakt im Hauptfeld des Doppelbewerbs.
2018 spielte Rai in seiner ersten Begegnung für die neuseeländische Davis-Cup-Mannschaft, in der er an der Seite von Artem Sitak das Doppelmatch gewann.

## Erfolge
| Legende (Anzahl der Siege) |
| Grand Slam                 |
| ATP Finals                 |
| ATP Tour Masters 1000      |
| ATP Tour 500               |
| ATP Tour 250               |
| ATP Challenger Tour (1)    |

### Doppel

#### Turniersiege
| Nr. | Datum              | Turnier    | Belag     | Partner         | Finalgegner                           | Ergebnis  |
| --- | ------------------ | ---------- | --------- | --------------- | ------------------------------------- | --------- |
| 1.  | 10. September 2022 | Nonthaburi | Hartplatz | Chung Yun-seong | Francis Alcantara Christopher Rungkat | 6:1, 7:66 |